# حزب التحالف الشعبي الاشتراكي
حزب التحالف الشعبي الاشتراكي هو حزب سياسي مصري يساري التوجه تأسس في أكتوبر 2011 عقب ثورة 25 يناير. يعتبر الحزب منشق عن حزب التجمع اليساري بعد الاعتراض على سياسات قياداته خاصة رئيس الحزب رفعت السعيد واتهامهم بالتواطئ مع نظام حسني مبارك.
انضم الحزب لتحالف الكتلة المصرية استعدادًا لخوض أول سباق انتخابي في تاريخه وهي انتخابات مجلس الشعب المصري 2011-2012 ولكنه ما لبث أن انسحب من الكتلة اعتراضا على ما وصفه بضم الكتلة لفلول نظام مبارك السابق. ولكنه نجح في تأسيس تحالف الثورة مستمرة بالاشتراك مع حزب مصر الحرية وحزب التيار المصري وأربع أحزاب أخرى صغيرة لخوض الانتخابات من خلال تحالف انتخابي. فاز التحالف بسبعة مقاعد، وهو ما يساوي نحو 1.5% من إجمالي مقاعد مجلس الشعب.
وقرر الحزب ترشيح أبو العز الحريري لخوض انتخابات الرئاسة المصرية 2012، والتي حاز فيها على المركز الثامن بعد أن حصد 0.17% فقط من عدد الأصوات.
أعلن الحزب يوم 19 مايو 2012 اندماجه مع «حزب التحالف المصري». ثم تبعه انضمام عدد من القيادات اليسارية والعمالية في نوفمبر 2012 من بينهم المرشح الرئاسي السابق خالد علي الذي حل سابعًا في انتخابات الرئاسة المصرية 2012.

## الأداء الانتخابي
| انتخابات    | المقاعد | نسبة المقاعد | نتيجة الانتخابات        |
| ----------- | ------- | ------------ | ----------------------- |
| الشعب 2012  | 7       | 1.57%        | فوز حزب الحرية والعدالة |
| الشورى 2012 | 0       | 0%           | فوز حزب الحرية والعدالة |